# Olympische Sommerspiele 2004/Teilnehmer (Ukraine)
| Gelbes Symbol für Goldmedaillen mit stilisierten Olympischen Ringen | Graues Symbol für Silbermedaillen mit stilisierten Olympischen Ringen | Braundes Symbol für Bronzemedaillen mit stilisierten Olympischen Ringen |
| ------------------------------------------------------------------- | --------------------------------------------------------------------- | ----------------------------------------------------------------------- |
| 8                                                                   | 5                                                                     | 9                                                                       |

Die Ukraine nahm an den Olympischen Sommerspielen 2004 in Athen mit einer Delegation von 239 Athleten (124 Männer und 115 Frauen) an 175 Wettkämpfen in 23 Sportarten teil. Fahnenträger bei der Eröffnungsfeier war der Schwimmer Denys Sylantjew.

## Teilnehmer nach Sportarten

### Bogenschießen
| Männer - Dmytro Hratschow Einzel: 24. Platz Mannschaft: Bronze - Wiktor Ruban Einzel: 13. Platz Mannschaft: Bronze - Oleksandr Serdjuk Einzel: 15. Platz Mannschaft: Bronze | Frauen - Tetjana Bereschna Einzel: 18. Platz Mannschaft: 6. Platz - Natalija Burdejna Einzel: 55. Platz Mannschaft: 6. Platz - Kateryna Palecha Einzel: 33. Platz Mannschaft: 6. Platz |

### Boxen
Männer
- Andrij Fedtschuk
Halbschwergewicht: 2. Runde
- Wolodymyr Krawez
Leichtgewicht: 1. Runde
- Oleh Maschkin
Mittelgewicht: Viertelfinale
- Oleksij Masikin
Superschwergewicht: Viertelfinale
- Wiktor Poljakow
Weltergewicht: Viertelfinale
- Maksym Tretjak
Bantamgewicht: Viertelfinale

### Fechten
| Männer - Wolodymyr Kaljuschnyj Säbel, Einzel: 16. Platz Säbel, Mannschaft: 6. Platz - Dmytro Karjutschenko Degen, Einzel: 16. Platz Degen, Mannschaft: 5. Platz - Maxim Chworost Degen, Einzel: 24. Platz Degen, Mannschaft: 5. Platz - Wolodymyr Lukaschenko Säbel, Einzel: 5. Platz Säbel, Mannschaft: 6. Platz - Bohdan Nikischyn Degen, Einzel: 34. Platz Degen, Mannschaft: 5. Platz - Witali Oscharow Degen, Mannschaft: 5. Platz - Oleh Schturbabin Säbel, Mannschaft: 6. Platz - Wladyslaw Tretjak Säbel, Einzel: Bronze Säbel, Mannschaft: 6. Platz | Frauen - Nadija Kasimirtschuk Degen, Einzel: 23. Platz - Darija Nedaschkowska Säbel, Einzel: 21. Platz |

### Gewichtheben
| Männer - Mykola Hordijtschuk Schwergewicht: 10. Platz wegen Dopings disqualifiziert - Oleksij Kolokolzew Superschwergewicht: 5. Platz - Hennadij Krassylnykow Superschwergewicht: 4. Platz - Anatolij Muschyk Mittelschwergewicht: 8. Platz - Ihor Rasorjonow Schwergewicht: Silber | Frauen - Olha Korobka Superschwergewicht: 7. Platz - Wanda Maslowska Halbschwergewicht: 5. Platz - Wiktorija Schaymardanowa Superschwergewicht: 5. Platz - Natalija Skakun Mittelgewicht: Gold |

### Handball
Frauen
- Bronze
- Kader
Natalja Borissenko
Hanna Burmistrowa
Iryna Hontscharowa
Larissa Saspa
Tetjana Schynkarenko
Marina Werheljuk
Olena Jazenko
Hanna Sjukalo
Olena Radtschenko
Olena Zyhyzja
Halyna Markuschewska
Ljudmyla Schewtschenko
Natalija Ljapina
Anastassija Borodina
Oksana Rajchel

### Judo
| Männer - Hennadij Bilodid Leichtgewicht: Halbfinale - Witalij Bubon Halbschwergewicht: 1. Runde - Roman Hontjuk Halbmittelgewicht: Silber - Walentyn Hrekow Mittelgewicht: Viertelfinale - Mussa Nastujew Halbleichtgewicht: 1. Runde - Witalij Polianskij Schwergewicht: Viertelfinale | Frauen - Anastassija Matrossowa Halbschwergewicht: 5. Platz - Maryna Prokofjewa Schwergewicht: 5. Platz |

### Kanu
| Männer - Jurij Tscheban Canadier-Einer, 500 Meter: Hoffnungslauf Canadier-Einer, 1000 Meter: disqualifiziert im Hoffnungslauf - Ruslan Dschalilow & Maksym Prokopenko Canadier-Zweier, 500 Meter: Hoffnungslauf Canadier-Zweier, 1000 Meter: Hoffnungslauf | Frauen - Hanna Balabanowa, Olena Tscherewatowa, Inna Osipenko-Radomska & Tetjana Semykina Kajak-Vierer, 500 Meter: Bronze |

### Leichtathletik
| Männer - Dmytro Baranowskyj Marathon: DNF - Jurij Bilonoh Kugelstoßen: Gold wegen Dopings disqualifiziert - Wolodymyr Demtschenko 4 × 400 Meter: Vorläufe - Serhij Demidjuk 110 Meter Hürden: Vorläufe - Iwan Heschko 800 Meter: Halbfinale 1500 Meter: 5. Platz - Mychajlo Knysch 4 × 400 Meter: Vorläufe - Oleksandr Korchmid Stabhochsprung: 16. Platz - Oleksandr Krykun Hammerwurf: 18. Platz in der Qualifikation - Serhij Lebid 5000 Meter: Vorläufe - Wladyslaw Piskunow Hammerwurf: kein gültiger Versuch in der Qualifikation - Artem Rubanko Hammerwurf: 19. Platz in der Qualifikation - Mykola Sawolajnen Dreisprung: 20. Platz in der Qualifikation - Wadym Slobodenjuk 3000 Meter Hindernis: Vorläufe - Andrij Sokolowskyj Hochsprung: 5. Platz - Andrij Twerdostup 4 × 400 Meter: Vorläufe - Roman Wirastjuk Kugelstoßen: 34. Platz in der Qualifikation - Wiktor Jastrebow Dreisprung: 23. Platz in der Qualifikation - Ruslan Jeremenko Stabhochsprung: 13. Platz - Denys Jurtschenko Stabhochsprung: 9. Platz - Jewhen Zyukow 4 × 400 Meter: Vorläufe - Wolodymyr Sjuskow Weitsprung: 18. Platz in der Qualifikation | Frauen - Julija Akulenko Siebenkampf: 23. Platz - Olena Antonowa Diskuswurf: 4. Platz - Inha Babakowa Hochsprung: 9. Platz - Anschela Balachonowa Stabhochsprung: 6. Platz - Natalija Berkut 10.000 Meter: DNF - Natalija Dobrynska Siebenkampf: 8. Platz - Natalija Semenowa Diskuswurf: 23. Platz in der Qualifikation - Olena Howorowa Dreisprung: 10. Platz - Oksana Iljuschkina 4 × 400 Meter: Vorläufe - Irina Koschemjakina 4 × 100 Meter: Vorläufe - Tetjana Ljachowytsch Speerwurf: 8. Platz - Iryna Lischtschynska 1500 Meter: Vorläufe (DNF) - Marina Majdanowa 200 Meter: Halbfinale 4 × 100 Meter: Vorläufe - Iryna Mychaltschenko Hochsprung: 5. Platz - Nelja Neporadna 1500 Meter: Vorläufe - Olena Krassowska 100 Meter Hürden: Silber - Tetjana Petljuk 800 Meter: Halbfinale - Schanna Block 100 Meter: Halbfinale 4 × 100 Meter: Vorläufe - Natalija Pyhyda 4 × 400 Meter: Vorläufe - Oleksandra Ryschkowa 4 × 400 Meter: Vorläufe - Irina Sekatschowa Hammerwurf: 8. Platz - Tetjana Schtschurenko Dreisprung: 30. Platz in der Qualifikation - Wita Stjopina Hochsprung: Bronze - Tetjana Tereschtschuk-Antipowa 400 Meter Hürden: Bronze - Tetjana Tkalitsch 100 Meter: Vorläufe 4 × 100 Meter: Vorläufe - Natalija Tobias 1500 Meter: Halbfinale - Antonina Jefremowa 400 Meter: Halbfinale 4 × 400 Meter: Vorläufe - Oksana Sachartschuk Kugelstoßen: 19. Platz in der Qualifikation - Wira Sosulja 20 Kilometer Gehen: 42. Platz |

### Moderner Fünfkampf
Frauen
- Wiktorija Tereschtschuk
Einzel: 7. Platz

### Radsport
| Männer - Wolodymyr Djudja 4000 Meter Einerverfolgung: 7. Platz 4000 Meter Mannschaftsverfolgung: 6. Platz - Wolodymyr Duma Straßenrennen: DNF - Serhij Hontschar Straßenrennen: 20. Platz Einzelzeitfahren: 22. Platz - Roman Kononenko 4000 Meter Mannschaftsverfolgung: 6. Platz - Jurij Kriwzow Straßenrennen: DNF Einzelzeitfahren: 10. Platz - Serhij Matwjejew 4000 Meter Mannschaftsverfolgung: 6. Platz - Witalij Popkow 4000 Meter Mannschaftsverfolgung: 6. Platz - Jaroslaw Popowytsch Straßenrennen: 65. Platz - Kyrylo Pospejew Straßenrennen: 22. Platz - Wolodymyr Rybin Madison: 5. Platz - Serhij Rysenko Mountainbike: 36. Platz - Wassyl Jakowlew Punktefahren: 19. Platz Madison: 5. Platz | Frauen - Irina Kuschinowa Straßenrennen: 23. Platz - Natalija Katschalka Straßenrennen: 36. Platz Einzelzeitfahren: 24. Platz - Walentina Karpenko Straßenrennen: 43. Platz - Ljudmyla Wypyrajlo Punktefahren: 18. Platz |

### Rhythmische Sportgymnastik
Frauen
- Hanna Bessonowa
Einzel: Bronze
- Natalija Hodunko
Einzel: 5. Platz
- Marija Bila, Julija Tschernowa, Olena Dsjubtschuk, Jelysaweta Karabasch, Inha Koschochina & Oksana Paslas
Mannschaft: 9. Platz in der Qualifikation

### Ringen
| Männer - Taras Danko Halbschwergewicht, Freistil: 7. Platz - Oleksandr Daragan Halbschwergewicht, griechisch-römisch: 6. Platz - Wassyl Fedoryschyn Leichtgewicht, Freistil: 4. Platz - Oleksandr Chwoschtsch Leichtgewicht, griechisch-römisch: 17. Platz - Sergei Priadun Superschwergewicht, Freistil: 20. Platz - Dawid Saldadse Schwergewicht, griechisch-römisch: 16. Platz - Wolodymyr Schazkych Mittelgewicht, griechisch-römisch: 13. Platz - Wadym Tassojew Schwergewicht, Freistil: 14. Platz - Elbrus Tedejew Weltergewicht, Freistil: Gold - Oleksij Wakulenko Federgewicht, griechisch-römisch: 4. Platz - Armen Wardanjan Weltergewicht, griechisch-römisch: 5. Platz - Oleksandr Sacharuk Federgewicht, Freistil: 7. Platz | Frauen - Ludmila Golowtschenko Mittelgewicht, Freistil: 12. Platz - Tetjana Lasarewa Leichtgewicht, Freistil: 8. Platz - Iryna Merleni Fliegengewicht, Freistil: Gold - Switlana Sajenko Schwergewicht, Freistil: 4. Platz |

### Rudern
| Männer - Serhij Hryn, Serhij Bilouschtschenko, Oleh Lykow & Leonid Schaposchnykow Doppelvierer: Bronze | Frauen - Natalija Huba & Switlana Masij Doppelzweier: 6. Platz - Olena Morosowa, Tetjana Kolesnikowa, Olena Olefirenko & Jana Dementjewa Doppelvierer: Bronze wegen Dopings disqualifiziert |

### Schießen
| Männer - Artur Ajwasjan Luftgewehr: 22. Platz Kleinkaliber, Dreistellungskampf: 7. Platz Kleinkaliber, liegend: 9. Platz - Wiktor Makarow Luftpistole: 17. Platz Freie Pistole: 10. Platz - Mykola Miltschew Skeet: 8. Platz - Wladislaw Prianischnikow Laufende Scheibe: 7. Platz - Jurij Suchorukow Luftgewehr: 24. Platz Kleinkaliber, Dreistellungskampf: 26. Platz Kleinkaliber, liegend: 32. Platz - Oleg Tkachow Schnellfeuerpistole: 4. Platz | Frauen - Wiktorija Chuiko Trap: 15. Platz - Natalja Kalnisch Luftgewehr: 14. Platz Kleinkaliber, Dreistellungskampf: 8. Platz - Julia Korostilowa Luftpistole: 10. Platz Sportpistole: 26. Platz - Olena Kostewytsch Luftpistole: Gold Sportpistole: 27. Platz - Lessja Leskiw Luftgewehr: 14. Platz Kleinkaliber, Dreistellungskampf: 13. Platz |

### Schwimmen
| Männer - Serhij Adwena 4 × 200 Meter Freistil: 12. Platz 200 Meter Schmetterling: 13. Platz - Serkan Atasaj 200 Meter Lagen: 22. Platz - Ihor Cherwinskij 1500 Meter Freistil: 10. Platz - Walerij Dymo 200 Meter Brust: 20. Platz 4 × 100 Meter Lagen: 6. Platz - Serhij Fessenko 400 Meter Freistil: 21. Platz 4 × 200 Meter Freistil: 12. Platz - Pawlo Illitschow 4 × 100 Meter Lagen: 6. Platz - Pawlo Chnikin 4 × 100 Meter Freistil: 10. Platz - Maxim Kokoscha 4 × 200 Meter Freistil: 12. Platz - Oleh Lissohor 100 Meter Brust: 8. Platz 4 × 100 Meter Lagen: 6. Platz - Deniz Nazar 400 Meter Lagen: 26. Platz - Wolodimir Nikolaitschuk 100 Meter Rücken: 27. Platz 200 Meter Rücken: 25. Platz - Andrij Serdinow 4 × 100 Meter Freistil: 10. Platz 100 Meter Schmetterling: Bronze 4 × 100 Meter Lagen: 6. Platz - Slawa Schirschow 50 Meter Freistil: 28. Platz - Denys Sylantjew 100 Meter Schmetterling: 21. Platz 200 Meter Schmetterling: 10. Platz 4 × 100 Meter Lagen: 6. Platz - Denis Sisonenko 4 × 100 Meter Freistil: 10. Platz - Dmytro Wereitynow 200 Meter Freistil: 27. Platz 4 × 200 Meter Freistil: 12. Platz - Oleksandr Wolynez 50 Meter Freistil: 7. Platz - Jurij Jehoschyn 100 Meter Freistil: 17. Platz 4 × 100 Meter Freistil: 10. Platz 4 × 100 Meter Lagen: 6. Platz | Frauen - Iryna Amschennikowa 100 Meter Rücken: 19. Platz 200 Meter Rücken: 15. Platz - Olha Beresnjewa 400 Meter Freistil: 38. Platz 800 Meter Freistil: 20. Platz - Switlana Bondarenko 100 Meter Brust: 7. Platz 4 × 100 Meter Lagen: 10. Platz - Jana Klotschkowa 200 Meter Lagen: Gold 400 Meter Lagen: Gold 4 × 100 Meter Lagen: 10. Platz - Olena Lapunowa 200 Meter Freistil: 22. Platz - Irina Maistruk 200 Meter Brust: 29. Platz - Olha Mukomol 50 Meter Freistil: 23. Platz 100 Meter Freistil: 31. Platz 4 × 100 Meter Lagen: 10. Platz - Natalja Samorodina 200 Meter Schmetterling: 27. Platz - Kateryna Subkowa 100 Meter Schmetterling: 30. Platz 4 × 100 Meter Lagen: 10. Platz |

### Segeln
| Männer - Maksym Oberemko Windsurfen: 17. Platz - Jewhen Braslawez & Ihor Matwijenko 9. Platz | Offene Klasse - Jurij Orlow Finn-Dinghy: 36. Platz - Heorhij Leontschuk & Rodion Luka 49er: Silber | Frauen - Olha Masliwez Windsurfen: 10. Platz - Hanna Kalinina, Switlana Matewuschewa & Ruslana Taran Yngling: Silber |

### Synchronschwimmen
Frauen
- Iryna Hajworonska & Darja Juschko
Duett: 11. Platz

### Taekwondo
Männer
- Oleksandr Schaposchnyk
Fliegengewicht: 7. Platz

### Tennis
Frauen
- Julija Bejhelsymer
Doppel: 1. Runde
- Tetjana Perebyjnis
Einzel: 2. Runde
Doppel: 1. Runde

### Trampolinturnen
| Männer - Jurij Nikitin Einzel: Gold | Frauen - Olena Mowtschan Einzel: 5. Platz |

### Triathlon
Männer
- Andrij Hluschtschenko
Einzel: DNF
- Wolodymyr Polikarpenko
Einzel: 30. Platz

### Turnen
| Männer - Jewhen Bohonossjuk Einzelmehrkampf: 74. Platz Mannschaftsmehrkampf: 7. Platz Boden: 30. Platz in der Qualifikation Pferd: 74. Platz in der Qualifikation Reck: 38. Platz in der Qualifikation Ringe: 52. Platz in der Qualifikation - Walerij Hontscharow Einzelmehrkampf: 81. Platz Mannschaftsmehrkampf: 7. Platz Barren: Gold Reck: 8. Platz Seitpferd: 37. Platz in der Qualifikation - Wadym Kuwakin Einzelmehrkampf: 56. Platz Mannschaftsmehrkampf: 7. Platz Boden: 32. Platz in der Qualifikation Pferd: 26. Platz in der Qualifikation Barren: 65. Platz in der Qualifikation Ringe: 35. Platz in der Qualifikation Seitpferd: 41. Platz in der Qualifikation - Andrij Mychajlytschenko Einzelmehrkampf: 63. Platz Mannschaftsmehrkampf: 7. Platz Boden: 45. Platz in der Qualifikation Pferd: 19. Platz in der Qualifikation Barren: 32. Platz in der Qualifikation Reck: 74. Platz in der Qualifikation Seitpferd: 71. Platz in der Qualifikation - Ruslan Mesenzew Einzelmehrkampf: 16. Platz Mannschaftsmehrkampf: 7. Platz Boden: 17. Platz in der Qualifikation Pferd: 32. Platz in der Qualifikation Barren: 43. Platz in der Qualifikation Reck: 64. Platz in der Qualifikation Ringe: 18. Platz in der Qualifikation Seitpferd: 37. Platz in der Qualifikation - Roman Sosulja Einzelmehrkampf: 10. Platz Mannschaftsmehrkampf: 7. Platz Boden: 31. Platz in der Qualifikation Pferd: 53. Platz in der Qualifikation Barren: 10. Platz in der Qualifikation Reck: 45. Platz in der Qualifikation Ringe: 9. Platz in der Qualifikation Seitpferd: 25. Platz in der Qualifikation | Frauen - Mirabella Achunu Einzelmehrkampf: 49. Platz in der Qualifikation Mannschaftsmehrkampf: 4. Platz Boden: 12. Platz in der Qualifikation Pferd: 31. Platz in der Qualifikation Stufenbarren: 80. Platz in der Qualifikation Schwebebalken: 71. Platz in der Qualifikation - Iryna Jarozka Einzelmehrkampf: 6. Platz Mannschaftsmehrkampf: 4. Platz Boden: 22. Platz in der Qualifikation Pferd: 29. Platz in der Qualifikation Stufenbarren: 59. Platz in der Qualifikation Schwebebalken: 14. Platz in der Qualifikation - Alina Kositsch Einzelmehrkampf: 11. Platz Mannschaftsmehrkampf: 4. Platz Boden: 8. Platz Pferd: 13. Platz in der Qualifikation Stufenbarren: 46. Platz in der Qualifikation Schwebebalken: 23. Platz in der Qualifikation - Iryna Krasnjanska Einzelmehrkampf: 86. Platz in der Qualifikation Mannschaftsmehrkampf: 4. Platz Stufenbarren: 11. Platz in der Qualifikation Schwebebalken: 29. Platz in der Qualifikation - Aljona Kwascha Einzelmehrkampf: 21. Platz in der Qualifikation Mannschaftsmehrkampf: 4. Platz Boden: 14. Platz in der Qualifikation Pferd: 6. Platz Stufenbarren: 65. Platz in der Qualifikation Schwebebalken: 37. Platz in der Qualifikation - Olha Schtscherbatych Einzelmehrkampf: 87. Platz in der Qualifikation Mannschaftsmehrkampf: 4. Platz Boden: 44. Platz in der Qualifikation Pferd: 11. Platz in der Qualifikation |

### Wasserspringen
| Männer - Dmytro Lysenko Kunstspringen, Einzel: 11. Platz - Jurij Schljachow Kunstspringen, Einzel: 26. Platz - Roman Wolodkow Turmspringen, Einzel: 21. Platz Turmspringen, Synchron: 4. Platz - Anton Sacharow Turmspringen, Einzel: 16. Platz Turmspringen, Synchron: 4. Platz | Frauen - Olena Fedorowa Kunstspringen, Einzel: 13. Platz - Olha Leonowa Turmspringen, Einzel: 23. Platz - Hanna Sorokina Kunstspringen, Einzel: 16. Platz - Olena Schupina Turmspringen, Einzel: 9. Platz |